# Lophomilia takao
Lophomilia takao là một loài bướm đêm trong họ Noctuidae.